# Conus ochraceus
Conus ochraceus é uma espécie de gastrópode do gênero Conus, pertencente à família Conidae.